# Sphecodes albilabris
Sphecodes albilabris (лат.) — вид одиночных пчёл из рода Sphecodes (триба Halictini, семейство Halictidae).

## Распространение
Северная Евразия. Европа. На восток до Приморского края. Индия, Казахстан, Россия, Сирия, Турция.
В Европе на север до Швеции и Финляндии.

## Описание
Длина тела 9,0—15,0 мм (самцы 9,0—12,0 мм). Общая окраска головы и груди чёрная; брюшко в основном красное (T1-T5). Слабоопушенные насекомые, тело почти голое. Самцы: клипеус чёрный, лицо с белым опушением ниже усиковых торули, вентральная поверхность члеников жгутика обычно несёт отчётливую зону сенсилл (тилоиды). Самки: лабрум с широким апикальным выступом без продольного валика; метабазитибиальная пластинка отсутствует; задние голени без корзиночки. Клептопаразиты других видов пчёл, в том числе Colletes cunicularius, Melitturga clavicornis, Halictus sexcinctus.

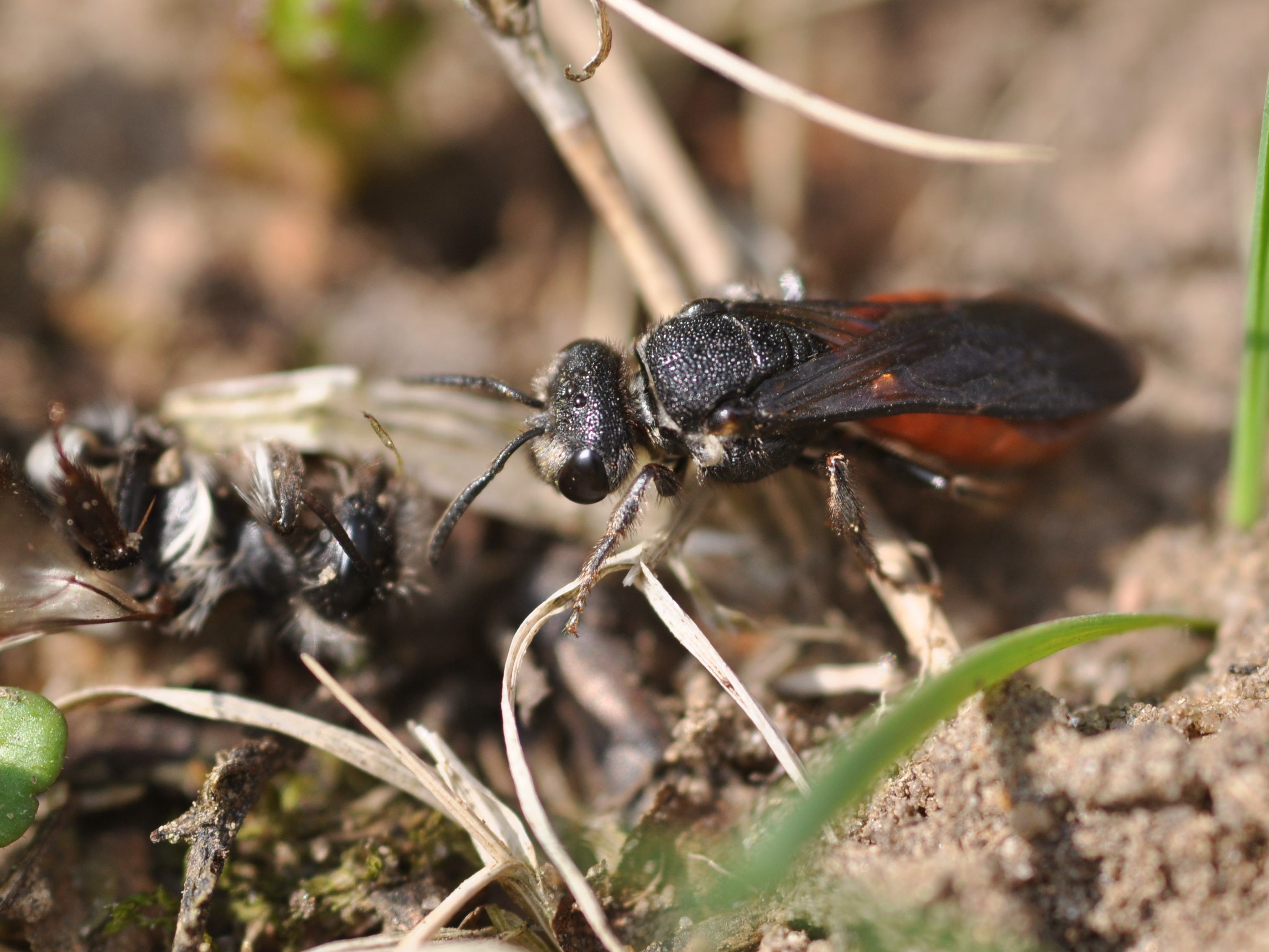
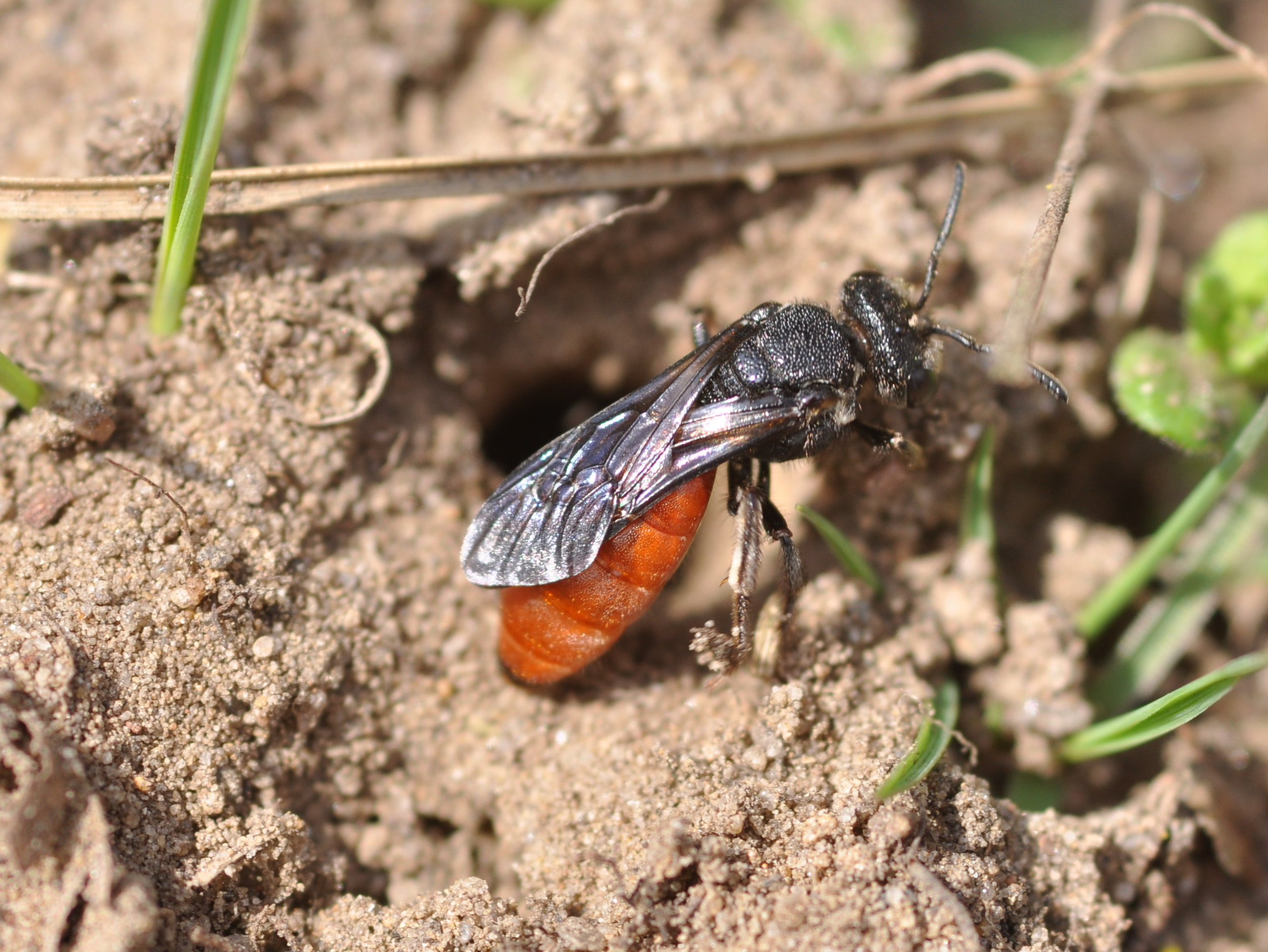
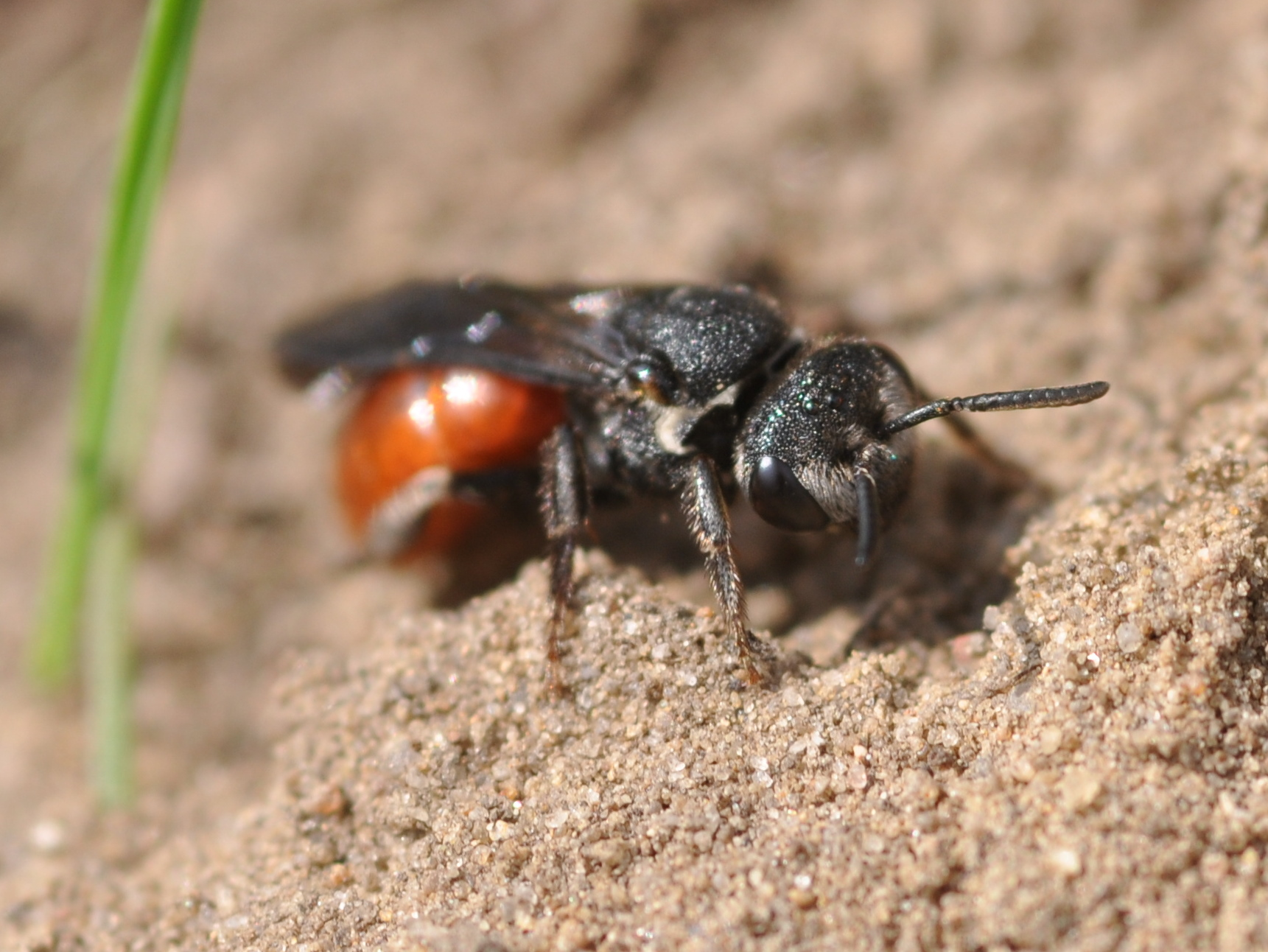
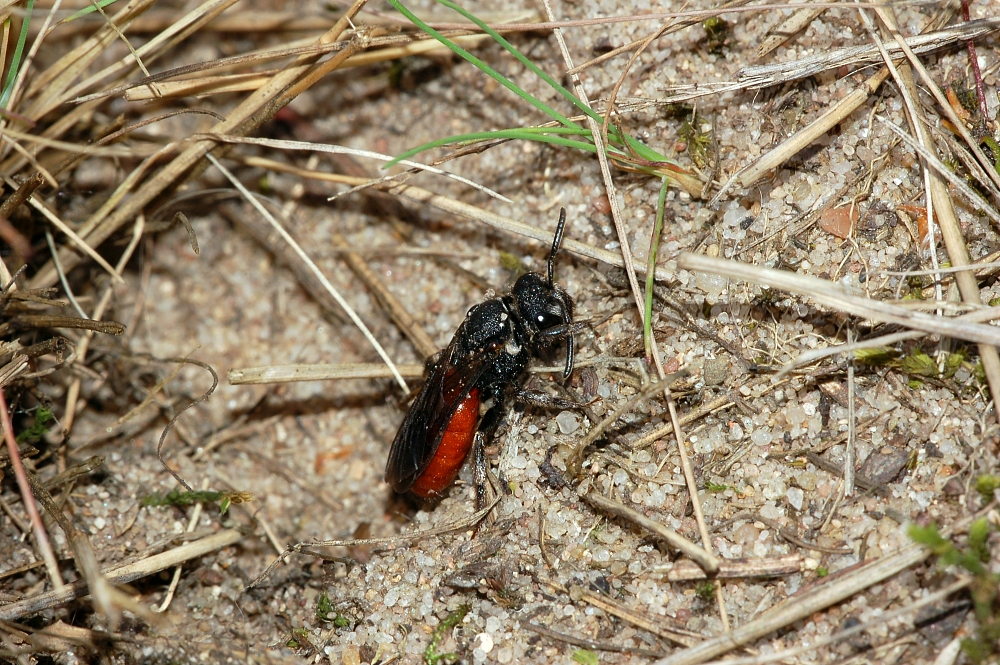
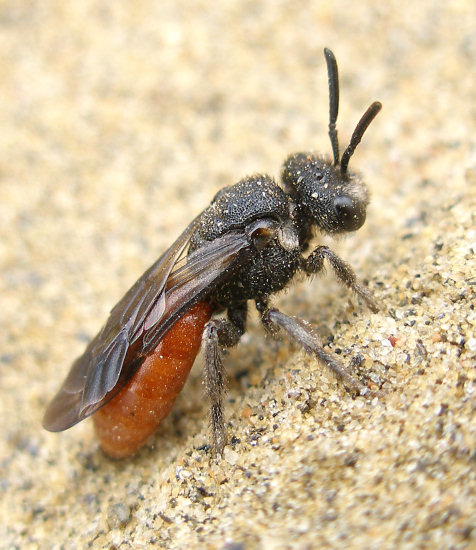
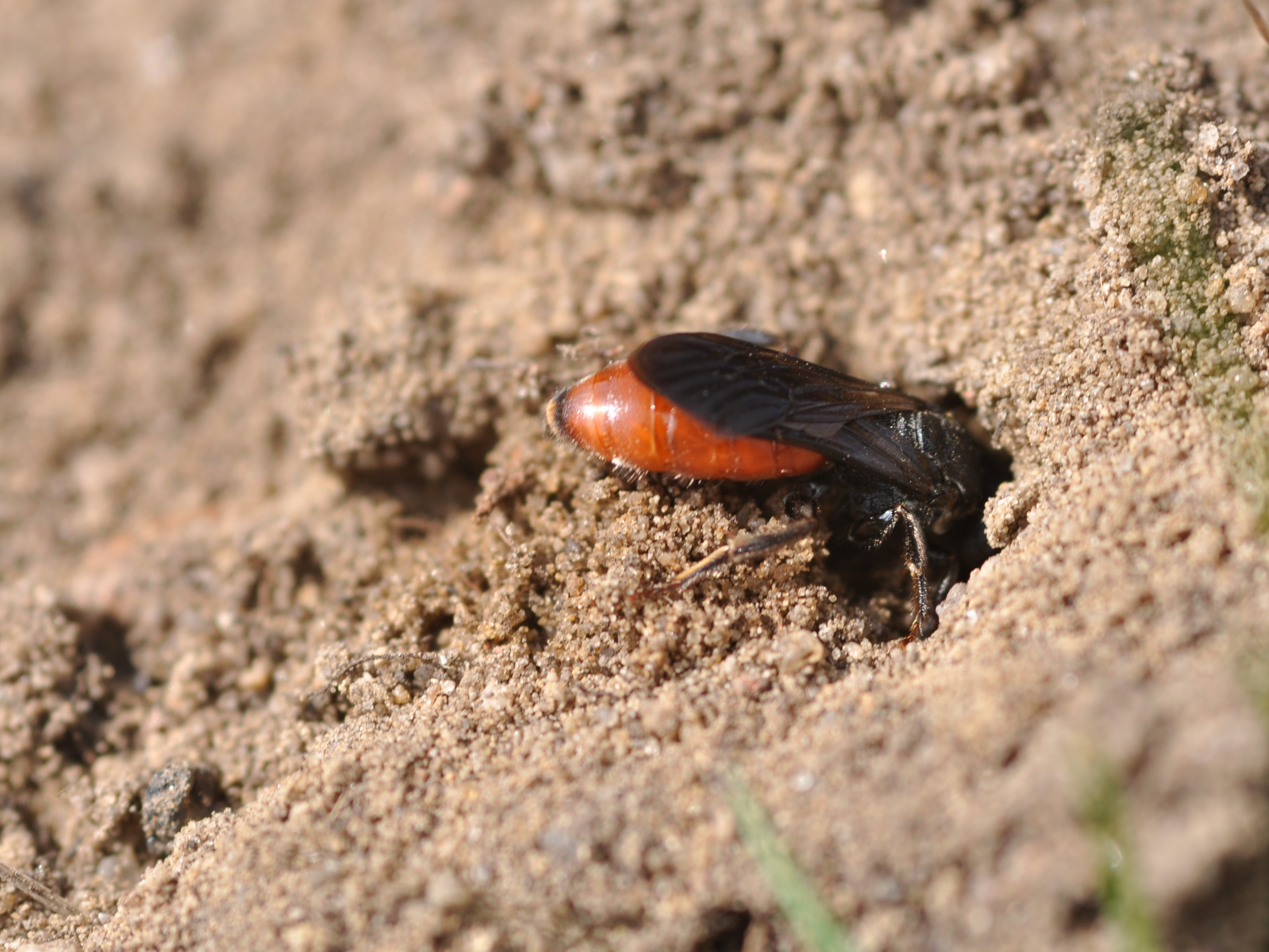